# Tuudi
Tuudi (tyska: Tuttomäggi) är en by i västra Estland. Den ligger i Lääneranna kommun och landskapet Pärnumaa, 100 km sydväst om huvudstaden Tallinn. Tuudi ligger 29 meter över havet och antalet invånare är 255. Byn tillhörde Lihula kommun och landskapet Läänemaa fram till kommunreformen 2017.
Terrängen runt Tuudi är mycket platt. Runt Tuudi är det mycket glesbefolkat, med 6 invånare per kvadratkilometer. Närmaste större samhälle är Lihula, 5 km öster om Tuudi. Omgivningarna runt Tuudi är en mosaik av jordbruksmark och naturlig växtlighet.